# Bates-paradicsom-légyvadász
A Bates-paradicsom-légyvadász (Terpsiphone batesi) a madarak osztályának verébalakúak (Passeriformes) rendjébe és a császárlégykapó-félék (Monarchidae) családjába tartozó faj.

## Rendszerezése
A fajt James Chapin amerikai ornitológus írta le 1921-ben. Tudományos faji és magyar nevét George Latimer Bates amerikai ornitológus tiszteletére kapta.

## Alfajai
- Terpsiphone batesi bannermani Chapin, 1948
- Terpsiphone batesi batesi Chapin, 1921 [2]

## Előfordulása
Angola, Egyenlítői-Guinea, Gabon, Kamerun, a Kongói Köztársaság, a Kongói Demokratikus Köztársaság és a Közép-afrikai Köztársaság területén honos. 
Természetes élőhelyei a szubtrópusi és trópusi síkvidéki esőerdők, mangroveerdők, mocsári erdők és száraz erdők, vizes környezetben, valamint ültetvények. Állandó, nem vonuló faj.

## Megjelenése
Testhossza 18 centiméter.

## Természetvédelmi helyzete
Az elterjedési területe rendkívül nagy, egyedszáma pedig stabil. A Természetvédelmi Világszövetség Vörös listáján nem fenyegetett fajként szerepel.